# Plac Kim Ir Sena
Plac Kim Ir Sena (kor. 김일성광장, Kim Il-sŏng Kwangjang) – centralny plac stolicy KRLD, Pjongjangu, nazwany imieniem Kim Ir Sena (Kim Il-sunga), prezydenta KRLD, umiejscowiony po zachodniej stronie rzeki Taedong-gang. Plac został otwarty w sierpniu 1954.
Naprzeciwko placu, po drugiej stronie rzeki Taedong-gang znajduje się Wieża Idei Dżucze. Sam plac otoczony jest szeregiem obiektów użyteczności publicznej oraz państwowej, m.in.
- Wielką Biblioteką Ludową (kor. 인민대학습당),
- Koreańską Galerią Sztuki (kor. 조선미술박물관),
- Koreańskim Centralnym Muzeum Historycznym (kor. 조선중앙력사박물관),
- Komitetem Centralnym Partii Pracy Korei (kor. 조선로동당 중앙위),
- Ministerstwem Zagranicznych Spraw Gospodarczych (kor. 외부 경제 관계 장관), do 2014 Ministerstwem Handlu Zagranicznego,
- Kancelarią Premiera,
- Ministerstwem Spraw Zagranicznych (kor. 외무성).

Jest miejscem większości odbywających się w mieście zgromadzeń, defilad i parad.

## Galeria

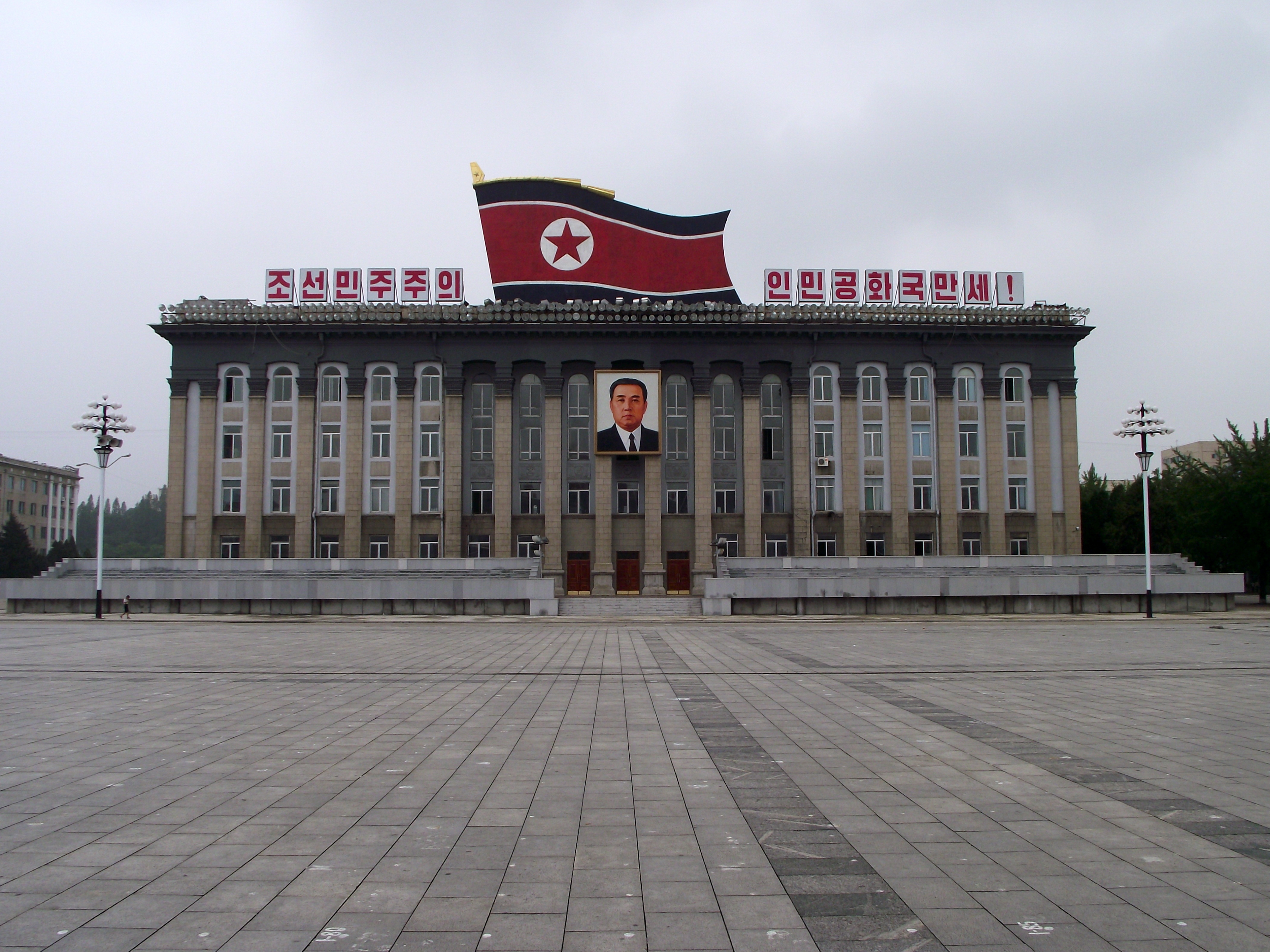
Komitet Centralny Partii Pracy Korei
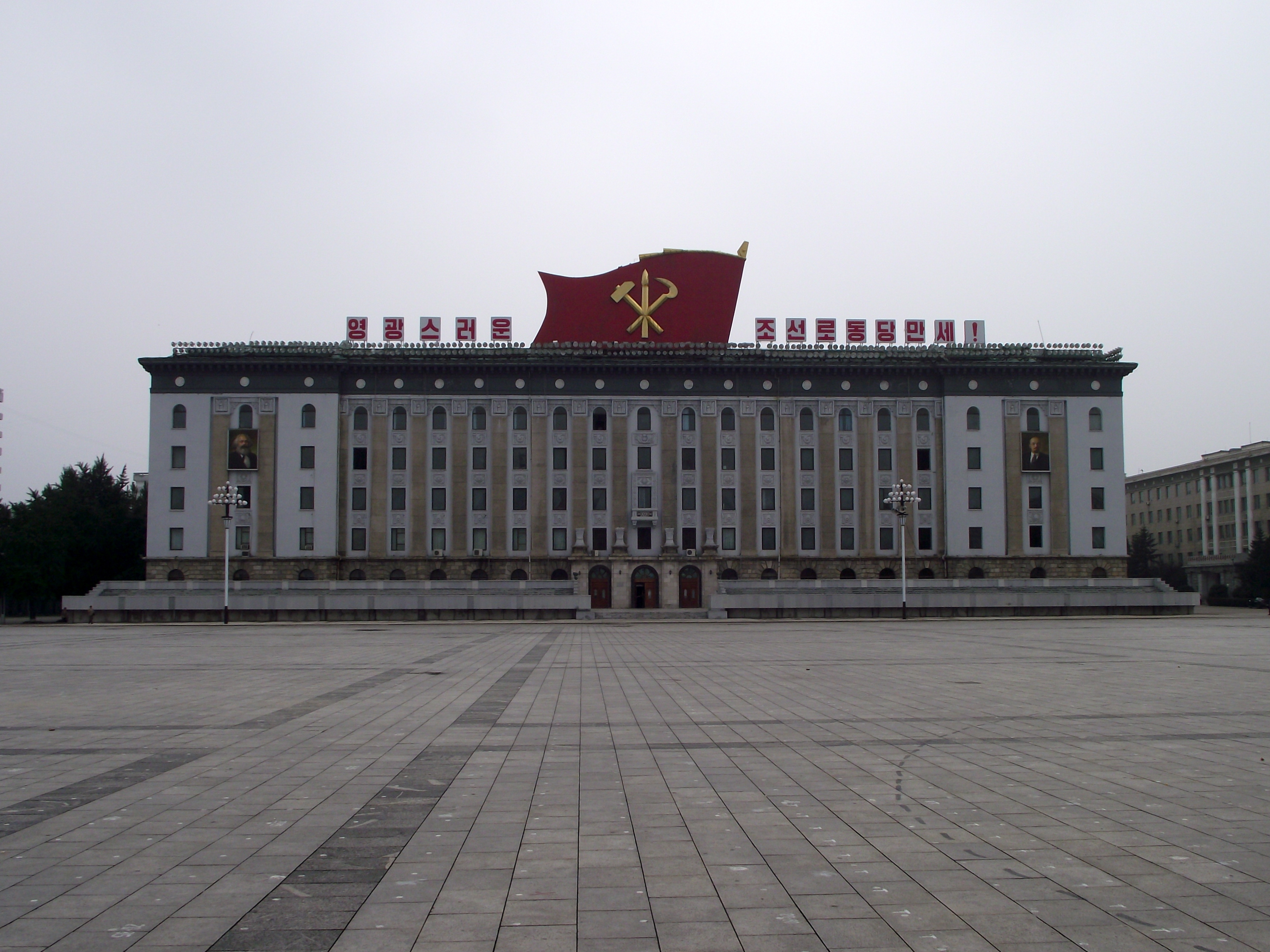
Ministerstwo Zagranicznych Spraw Gospodarczych
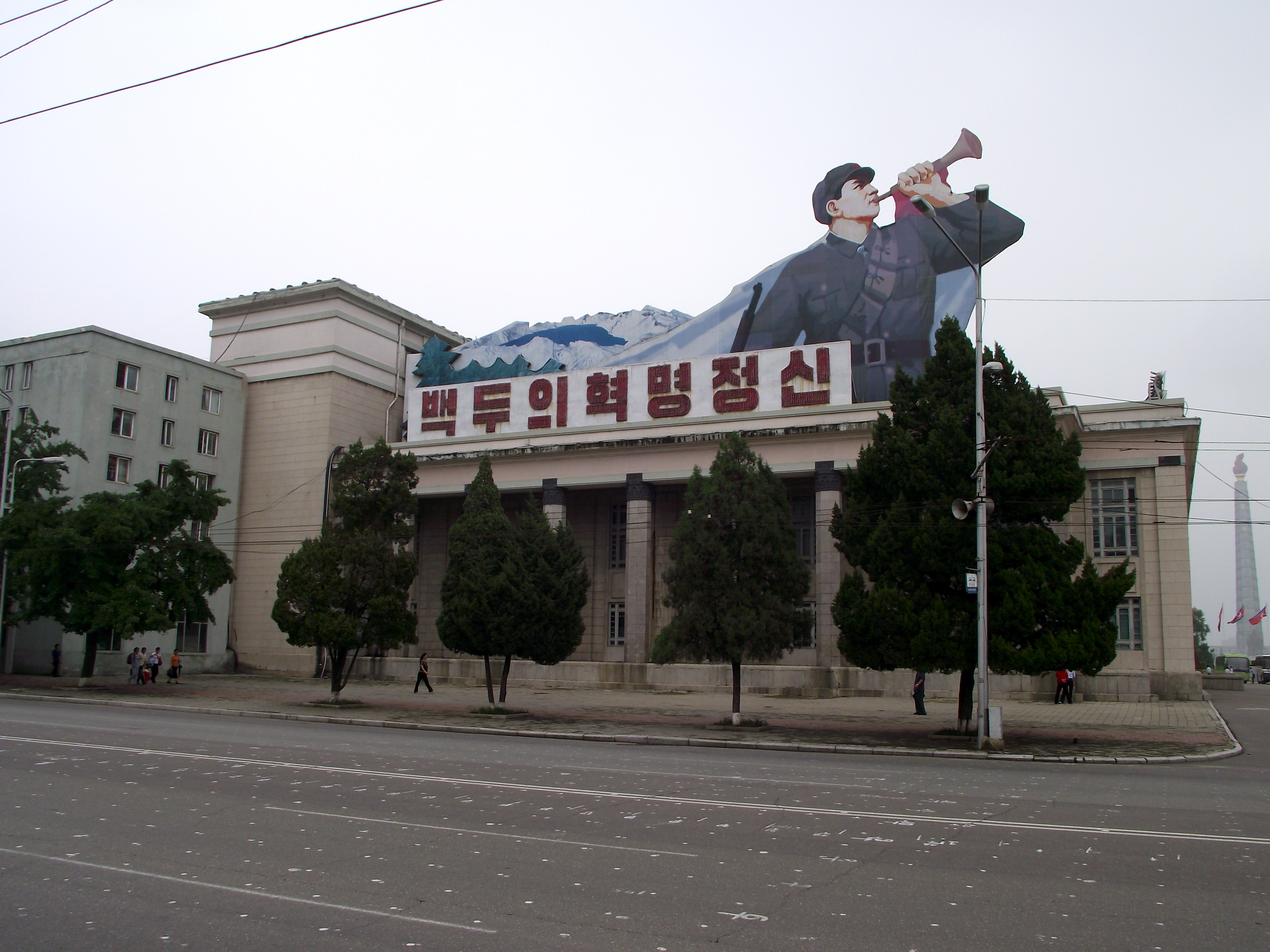
Koreańskie Centralne Muzeum Historyczne